# Попович, Дору
Йо́нел До́ру По́пович (рум. Ionel Doru Popovici; 17 февраля 1932, Решица, Румыния — 5 марта 2019, Бухарест, Румыния) — румынский композитор и музыковед.

## Биография
Сын хирурга Йоана Поповича и Евгении Попа, дочери православного священника. В 1944—1950 годах брал частные уроки музыки у Ливиу Русу. В 1955 году окончил Бухарестскую консерваторию у Михаила Андрику и Михаила Жоры (композиция), Зено Ванчи (история музыки), Пауля Константинеску и Йоана Киреску (теоретические дисциплины), Теодора Рогальского и Марциана Негри. В 1968 году посещал летние курсы новой музыки в Дармштадте. С 1968 года — музыкальный редактор Румынского радио и телевидения. Писал романсы на стихи Михая Эминеску, Тудора Аргези, Лучиана Благи и других румынских поэтов.

## Сочинения
- опера «Прометей» / Prometeu (1964, Бухарест)
- опера «Мариана Пинеда» / Mariana Pineda (по пьесе Федерико Гарсиа Лорки, 1966, Румынское радио)
- опера «Допрос на рассвете» / Interogatoriul din zori (1974, Галац)
- хореографическая поэма «Свадьба» / Nunta (1970)
- кантата «Августовская ночь» / Noapte de august (1959)
- кантата «Хвала Палестрине» / Omagiu lui Palestrina (1966)
- кантата «Памяти поэтессы Марианны Думитреску» / In memoriam poetae Mariana Dumitrescu (1967)
- поэма «Моя родина» / Patria mea (1959)
- симфония № 1 (1962)
- симфония № 2 «Шпильберг» / Spielberg (1966)
- симфония № 3 «Византийская» / Bizantina (1968)
- симфония № 4 «памяти Николае Йорги» / În memoria lui Nicolae Iorga (1973)
- триптих (1955)
- концерт (1960)
- «Византийская поэма» / Poem bizantin (1968)
- «Кодекс Кайони» для струнного оркестра / Codex Caioni (1968)
- фортепианное трио (1970)
- струнный квартет (1954, 2-я ред. 1964)
- струнный квинтет «Хвала Цукулеску» / Omagiu lui Ion Țuculescu (1967)

## Литературные сочинения
- Muzică corală româneasca. — București, 1966.
- Оnceputurile muzicii culte românești. — București, 1967. (совм. с С. Miereanu[англ.])
- Gesualdo di Venosa. — București, 1969.
- Muzică româneasca contemporana. — București, 1970.

## Награды
- Командор ордена «За заслуги перед культурой»[рум.] в категории B «Музыка» (2004 год, Румыния)[3].